# Perth Lynx

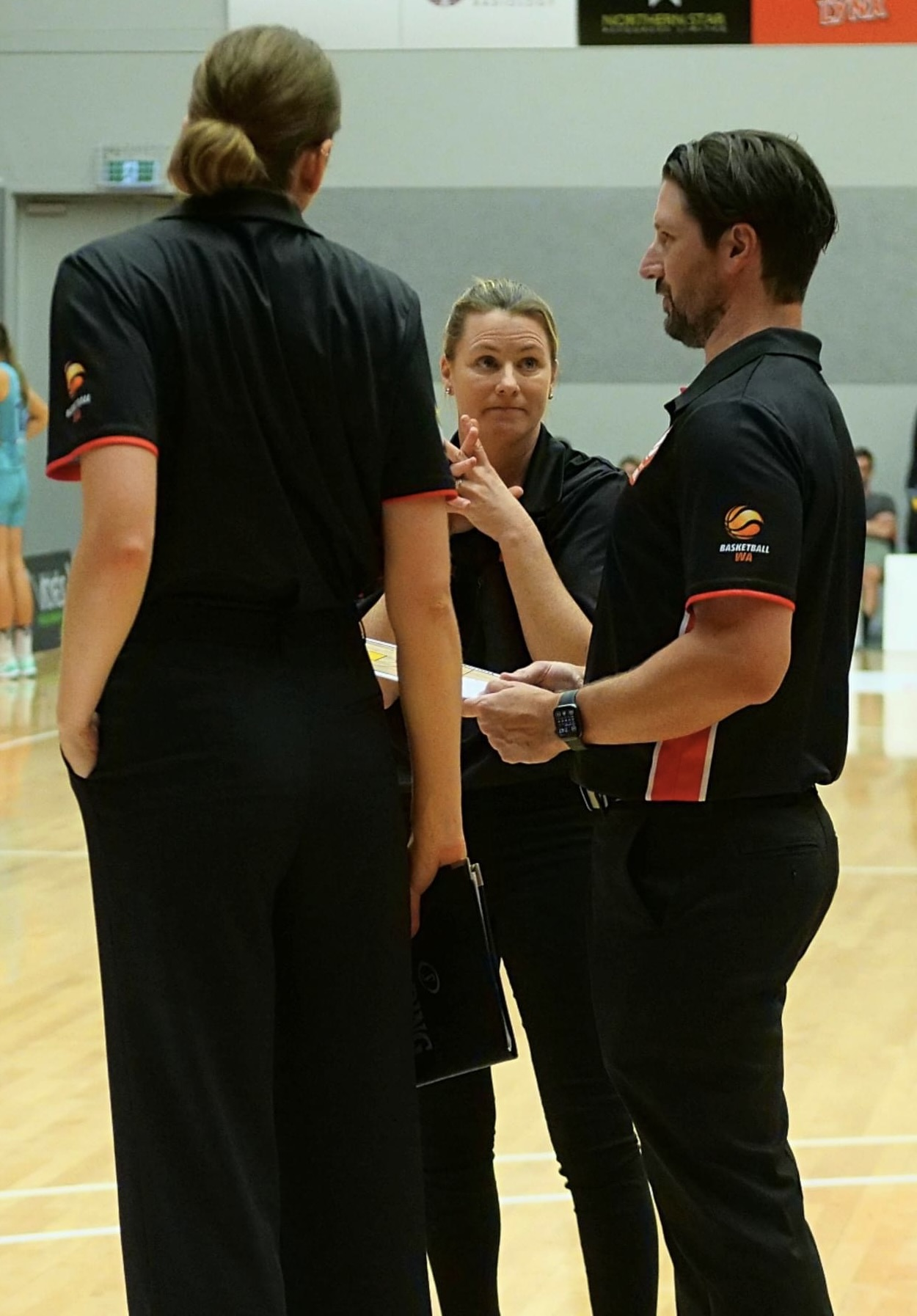
Treinadores do Perth Lynx durante o jogo WNBL em 2022. O técnico Ryan Petrik (à direita) com os assistentes Jonelle Morley (centro) e Natalie Burton (à esquerda).

O Perth Lynx é um clube profissional de basquetebol feminino australiano sediado em Perth, Austrália Ocidental. A equipe disputa a Women's National Basketball League .

## História
Perth Lynx foi fundado em 1988.